# Melanaspis marlatti
Melanaspis marlatti är en insektsart som först beskrevs av Arthur W. Parrott 1899.  Melanaspis marlatti ingår i släktet Melanaspis och familjen pansarsköldlöss. Inga underarter finns listade i Catalogue of Life.